# Каратель (1-й сезон)
Первый сезон американского стримингового телесериала «Каратель», который основан на одноимённом персонаже Marvel Comics, рассказывает о том, как Фрэнк Касл раскрывает заговор, при этом стремясь отомстить за смерть своей семьи. Сериал входит в Кинематографическую вселенную Marvel (КВМ), и он напрямую связан с фильмами и другими телесериалами франшизы. Производством сезона занималось Marvel Television совместно с ABC Studios и Bohemian Risk Productions, шоураннером сезона выступил Стив Лайтфут.
Джон Бернтал исполняет роль Касла. Также главные роли исполняют Эбон Мосс-Бакрак, Бен Барнс, Эмбер Роуз Рева, Дэниел Уэббер, Пол Шульц, Джейсон Р. Мур, Майкл Натансон, Джейми Рэй Ньюман и Дебора Энн Уолл. Разработка «Карателя» в качестве спин-оффа «Сорвиголовы» началась в январе 2016 года, а в апреле было заказано производство сериала. Лайтфут был объявлен исполнительным продюсером и шоураннером, а Бернтал и Уолл вернулись к своим ролям из «Сорвиголовы». Съёмки проходили в Нью-Йорке с октября 2016 года по апрель 2017 года. Отдел визуальных эффектов усилил практические эффекты, в том числе добавил вспышки выстрелов и запёкшуюся кровь в сцены боевых действий. В этом сезоне рассматривается посттравматическое стрессовое расстройство у ветеранов вооружённых сил и показаны «все стороны» дебатов о контроле над оружием в США.
Премьера сезона состоялась в Нью-Йорке 6 ноября 2017 года, а полный сезон из 13 серий вышел на Netflix 17 ноября и, по оценкам, получил смешанные отзывы: игра Бернтала, сцены экшена и улучшения исходного материала из предыдущих фильмов получили похвалу, но критика была направлена на его темп и количество насилия. Выпуск сезона, который должен был быть сюрпризом, был запланирован на октябрь, но был отменён после стрельбы в Лас-Вегасе в 2017 году. В декабре 2017 года был заказан второй сезон.

## Эпизоды
| № общий | № в сезоне | Название                                        | Режиссёр       | Автор сценария       | Дата премьеры  |
| --- | ---------- | ----------------------------------------------- | -------------- | -------------------- | -------------- |
| 1 | 1          | «3 утра» «3AM»                                  | Том Шенклэнд   | Стив Лайтфут         | 17 ноября 2017 |
| Фрэнк Касл, также известный как «Каратель», выслеживает и уничтожает последних членов банд, убивших его семью. Шесть месяцев спустя каждое утро в 3:00 его будят кошмары о гибели его семьи. Касл проводит большую часть своего времени за работой, разбирая старое здание. Это возмущает других работников, которым отказывают в дополнительной оплате из-за сверхурочных Касла. Он также навещает Кёртиса Хойла, ветерана, с которым Касл служил бок о бок до того, как погибла его семья, и упоминает, что во время его пребывания в Афганистане были совершены некоторые действия, которые он не хотел обсуждать. Новый работник, Донни Чавес, пытается подружиться с Каслом и показывает, что он стремится угодить другим работникам. Он соглашается помочь им украсть деньги у местной банды, но случайно раскрывает бандитам свою личность. Остальные пытаются убить Чавеса на рабочем месте, но Касл оказывается там и убивает их первыми. Затем он убивает бандитов, прежде чем они успевают начать охоту на Чавеса. Тем временем агент национальной безопасности Дина Мадани начинает расследование в отношении афганских сослуживцев Касла, полагая, что они убили её предыдущего напарника. |            |                                                 |                |                      |                |
| 2 | 2          | «Два мертвеца» «Two Dead Men»                   | Том Шенклэнд   | Стив Лайтфут         | 17 ноября 2017 |
| Человек, называющий себя «Микро», управляет камерами видеонаблюдения по всему Нью-Йорку и начинает следить за Каслом из здания, где он убил бандитов. Он связывается с Каслом и просит его проверить диск, который он оставил для Касла в его старом семейном доме; на диске содержится видеозапись того, как Касл и его подразделение в Кандагаре пытают и убивают напарника Мадани, Ахмада Зубайра. У Мадани было это видео до того, как его украли, и теперь она хочет обсудить Касла, которого считают погибшим, со его старым армейским другом Билли Руссо. Её начальник Карсон Вульф запрещает ей это, но она убеждает его использовать новый бизнес Руссо, Anvil, для полевых тренировок, и тогда она разговаривает с Руссо. Подруга Касла, журналистка Карен Пейдж, соглашается помочь ему найти Микро и узнаёт, что это бывший аналитик АНБ Дэвид Либерман, который был пойман на разглашении секретов и, как полагают, был убит. Вульф скрыл эту историю, поэтому Касл пытает и убивает его, узнав, что смерть его семьи была всего лишь одной попыткой убить его. Затем ему удаётся последовать за Либерманом обратно на его оперативную базу. |            |                                                 |                |                      |                |
| 3 | 3          | «Кандагар» «Kandahar»                           | Энди Годдард   | Стив Лайтфут         | 17 ноября 2017 |
| Касл пытает Либермана и узнаёт, что Либерману, как аналитику АНБ, была отправлена видеозапись убийства Зубайра для оценки, и он решил поступить по совести и отправить её Мадани. Вскоре после этого Вульф выследил Либермана со спецназом, застрелил его и обвинил в преступлении. Пуля попала в мобильный телефон Либермана, и он смог скрыться. Либерман одерживает верх над Каслом, который рассказывает, что в Кандагаре он был выбран в специальное подразделение «Цербер» вместе с Руссо, и таинственный агент использовал их для выслеживания и уничтожения особо важных целей. Касл не знал, кто такой Зубайр, когда ему было приказано убить его, и всё больше разочаровывался в его командовании. Когда они проигнорировали его и Руссо советы и приступили к выполнению задания, в результате которого погибло несколько других членов «Цербера», Касл смог завершить миссию, совершив множество убийств, но затем он и Руссо перевелись из подразделения. Теперь Касл соглашается сотрудничать с Либерманом, чтобы выследить тех, кто стоит за «Цербером». |            |                                                 |                |                      |                |
| 4 | 4          | «Пополнение» «Resupply»                         | Кари Скогланд  | Дарио Скардапейн     | 17 ноября 2017 |
| Нуждаясь в оружии и боеприпасах, Касл просит Либермана провести поиск по базам данных правоохранительных органов в поисках известных партий оружия. Касл выходит на дилера Тёрка Барретта, но обнаруживает, что это была специальная поставка и она не соответствует их потребностям. Барретт говорит, что основная партия оружия достанется кому-то другому, и вскоре Либерман узнаёт, что Министерство национальной безопасности разрабатывает операцию по закупке этой партии в надежде арестовать тех, кто продаёт оружие. Мадани, ныне исполняющая обязанности ответственного специального агента, хочет расследовать убийство Вульфа, но другой начальник предупреждает её не заниматься этим делом, и вместо этого ей говорят сосредоточиться на операции с оружием. Она помогает координировать операцию, о планах которой Либерман узнал, взломав систему национальной безопасности. Им с Каслом удаётся обезвредить агентов и завладеть оружием, но Мадани преследует их. Либерман врезается в машину Мадани, серьёзно ранив её. Касл спасает ей жизнь, раскрывая себя ей и объясняя, что это он убил Вульфа. |            |                                                 |                |                      |                |
| 5 | 5          | «Ганнер» «Gunner»                               | Дервла Уолш    | Майкл Джонс-Моралес  | 17 ноября 2017 |
| Несмотря на то, что Мадани сказали взять отпуск и восстановиться, она возвращается к работе, намереваясь продолжить расследование и теперь сосредоточиться на Касле. Её команду допрашивают по поводу провалившейся операции с оружием, но она не сообщает, что Касл жив, и вместо этого убеждает другого агента, Сэма Стайна, помочь ей. Она берёт интервью у Пейдж, которая позже рассказывает Каслу о расследовании Мадани. Тем временем Уильям Роулинс — агент, отвечающий за «Цербер», — получает медаль за свои достижения в военное время, и заместитель директора ЦРУ Мэрион Джеймс просит его стать её заместителем, когда её повысят в должности. Либерман указывает на то, что видеозапись убийства Зубайра, должно быть, была сделана кем-то из других солдат «Цербера», и Касл считает, что это был Ганнер Хендерсон, который также знал, что они поступают неправильно. Они находят Хендерсона, живущего в уединении, но Роулинс посылает солдат убить его, обнаружив, что Касл жив. Каслу и Хендерсону удаётся убить нападавших благодарю наблюдению Либермана, но Хендерсон получает смертельное ранение. |            |                                                 |                |                      |                |
| 6 | 6          | «Козёл Иуды» «The Judas Goat»                   | Джереми Уэбб   | Кристин Бойлан       | 17 ноября 2017 |
| Либерман звонит властям, чтобы те нашли тело Хендерсона, и просит Хойла помочь Каслу обработать раны. Позже Хойл освобождает из тюрьмы Льюиса Уилсона, молодого ветерана, которому он пытался помочь реабилитироваться; он был арестован, протестуя за право носить оружие, и был брошен другим ветераном, которым он восхищался, О’Коннором. Хойл раскрывает, что последний солгал о службе, и Уилсон находит и убивает О’Коннора. Мадани и Руссо спят вместе, и он понимает, что она использует его для расследования дела Касла. Она говорит ему, что Касл жив, и Руссо передаёт сообщение, которое подхватывает Либерман. Касл встречается с Руссо, чтобы объяснить, что «Цербер» был прикрытием для крупной операции по борьбе с наркотиками, и что он борется за то, чтобы найти виновных. Руссо предлагает дать Каслу шанс начать новую жизнь, но Касл отказывает ему. Мадани находит тело Хендерсона и выясняет, что произошло. Она также находит доказательства того, что Касл жив, поскольку на месте преступления была его кровь. Позже Руссо встречается с Роулинсом, с которым он работает. |            |                                                 |                |                      |                |
| 7 | 7          | «Перекрестия» «Crosshairs»                      | Энди Годдард   | Брюс Маршалл Романс  | 17 ноября 2017 |
| Уилсон подумывает о самоубийстве, прежде чем заняться изготовлением самодельных бомб. Руссо говорит Мадани, что не верит, что Касл жив. Она понимает, что Хендерсон стал мишенью только после того, как она начала расследование в отношении него, и что её офис, возможно, прослушивается; Мадани и Стайн находят устройство. Касл и Либерман планируют захватить свою следующую цель, полковника Морти Беннетта, одного из лидеров «Цербера». Роулинс и Руссо ожидают этого, а также обсуждают расследование Мадани, при этом Роулинс уверен, что у неё нет никаких зацепок. Он также говорит Руссо, что ему следовало убить Касла, когда у него была такая возможность. Касл проникает на военную базу, где живёт Беннетт, но Руссо ожидает его и нападает на него с группой солдат. Касл отбивается от них, не зная, что Руссо скрывается под маской, в то время как Либерман получает удалённый доступ к телефону Беннета. Затем Касл убегает, по пути ранив молодого солдата. Они отслеживают телефон Беннетта до Роулинса, который поручает Руссо убить Беннетта. Касл пытается застрелить Роулинса, но тот стоит за пуленепробиваемым стеклом. |            |                                                 |                |                      |                |
| 8 | 8          | «Холодное оружие» «Cold Steel»                  | Антонио Кампос | Фелисия Д. Хендерсон | 17 ноября 2017 |
| Руссо навещает свою мать в психиатрической больнице, вводя ей наркотик, к которому она пристрастилась. Позже он рассказывает Мадани, что вырос в этой системе. Либерман и Касл опознают Роулинса. Камеры, с помощью которых Либерман наблюдает за своей семьей, выходят из строя, и он отправляет Касла на расследование. Касл проводил время с женой Либермана Сарой с тех пор, как познакомился с ней, расследуя, кем является «Микро», и узнаёт, что она отключила Интернет, чтобы наказать своего сына Зака. Касл снова подключает Интернет и выпивает с Сарой. Она целует его, но они оба признают, что это ошибка. Затем она просит Касла вмешаться в ситуацию с Заком, и он понимает, что мальчику нужен отец, с которым он мог бы проводить время. Зная, что за ней наблюдают, Мадани организует новую операцию, но обнародует ложные планы, чтобы их нашли. Когда Руссо прибывает на склад с командой наёмников в соответствии с этим последним планом, он попадает в засаду АНБ. Вся его команда убита, но Руссо удаётся убить Стайна и сбежать так, что Мадани его не видит, а позже утешает её в связи со смертью Стайна. |            |                                                 |                |                      |                |
| 9 | 9          | «Прямо на врага» «Front Toward Enemy»           | Марк Джобст    | Анджела Ламанна      | 17 ноября 2017 |
| Касл соглашается связаться с Мадани по поводу Роулинса, но пока они с Либерманом следят за ней, чтобы убедиться, что она не коррумпирована, бомбы Уилсона взрываются по всему Нью-Йорку, убивая нескольких человек и раня других. Его жертвами были те, кого он считал противниками применения оружия, как объясняется в письме, которое он отправляет Пейдж в надежде, что она поддержит его в борьбе с системой и опубликует его письмо в своей газете. Она выступает по радио, чтобы отречься от Уилсона, который анонимно звонит и угрожает ей. Касл узнаёт Уилсона по радио, поскольку однажды встречался с ним во время визита к Хойлу, и поручает Либерману найти Уилсона. Тем временем Хойл ищет Уилсона и, найдя его, пытается остановить, но Уилсон бьёт Хойла его же протезом ноги и привязывает его к другой бомбе. Касл видит эту сцену и убеждает Уилсона обезвредить бомбу, но не раньше, чем Уилсон вызовет полицию. Касла преследуют с места преступления, его лицо попадает в объектив камеры. Либерман идет к Мадани и рассказывает ей о Роулинсе, поскольку по телевидению Касла опознают как живого и называют террористом. |            |                                                 |                |                      |                |
| 10 | 10         | «Добродетель порочного» «Virtue of the Vicious» | Джим О’Хэнлон  | Кен Кристенсен       | 17 ноября 2017 |
| Уилсон нацелился на сенатора Стэна Ори, сторонника борьбы с применением огнестрельного оружия, который планирует сбор средств для жертв взрывов, и нанял Anvil в качестве охраны. Уилсон убивает одного из людей Руссо и крадёт его форму. Мадани сообщает своему начальнику Рафаэлю Эрнандесу всё, что ей известно, и он сообщает ей, что все сотрудники склада были бывшими сотрудниками Anvil. Мадани расспрашивает Руссо по этому поводу в отеле, где должен был состояться сбор средств. Пейдж прибывает в отель, чтобы взять интервью у Ори перед началом сбора средств, во время которого Уилсон прорывается в номер и пытается застрелить Ори. Касл прибывает, чтобы защитить их, но Уилсон раскрывает, что на нём пояс смертника, и берёт Пейдж в заложники. Уилсон и Пейдж заходят в лифт, в то время как солдаты Anvil гонятся за Каслом вниз по лестнице, пока он не сталкивается с Мадани и Руссо. Руссо стреляет в Касла, а затем отказывается позволить Мадани арестовать его; она понимает, что это он убил Стайна. До того, как противостояние обострится, прибывает полиция и арестовывает Руссо и Мадани. Касл сбегает и находит Уилсона. Касл помогает Пейдж освободиться, и Уилсон взрывает себя. Касл сбегает, в то время как детектив-сержант Бретт Махони расследует и допрашивает выживших, включая Руссо, Ори, Пейдж и Мадани, которых освобождают из-под стражи в полиции. |            |                                                 |                |                      |                |
| 11 | 11         | «Опасность близко» «Danger Close»               | Кевин Хукс     | Фелисия Д. Хендерсон | 17 ноября 2017 |
| Касл прекращает сотрудничество с Либерманом и снова берёт на себя роль Карателя. Мадани расспрашивает Руссо по поводу смерти Стейна, но тот делает вид, что не имеет к этому отношения. Она всё равно убеждает Эрнандеса предпринять дальнейшие действия, и они идут к Джеймс, рассказывая ей о Роулинсе и «Цербере». Пока полиция разыскивает Касла, Зак идёт против воли Сары и звонит властям. Когда прибывают полицейские с намерением забрать их, дочь Сары, Лео, прячется. Перед тем, как Касл покидает Либермана, они видят запись из его дома, на которой видно, как уводят Сару и Зака. Касл посылает Либермана на поиски Лео, а сам ждёт, пока Руссо отследит его телефон при помощи телефона Сары. Группа солдат прибывает на базу, и Касл убивает их всех, останавливаясь только для того, чтобы расспросить солдата о том, где находятся Руссо, Сара и Зак, хотя к успеху это не приводит. Джеймс противостоит Роулинсу, который предлагает Руссо в качестве козла отпущения, чтобы очистить имя ЦРУ, на что она соглашается при условии, что он уйдёт в отставку. Касл забирает Мадани, и они встречаются с Либерманом и Лео. |            |                                                 |                |                      |                |
| 12 | 12         | «Дом» «Home»                                    | Джет Уилкинсон | Дарио Скардапейн     | 17 ноября 2017 |
| Касл заключает сделку с Руссо, чтобы обменяться собой и Либерманом в обмен на освобождение Сары и Зака; Либерман заблокировал свой компьютер, содержащий все их файлы о «Цербере» и Роулинсе, и установил таймер обратного отсчёта. Касл официально признаётся в своих преступлениях ради Мадани, в то время как Либерман тайно сделает это, только если их сделка будет изменена: при обмене Либерман, по-видимому, попадает под перекрёстный огонь, когда прибывают агенты АНБ, Руссо захватывает Касла, а Сара и Зак выходят на свободу. Затем Либерман рассказал своей семье, что это была уловка, чтобы он мог быть с ними. Находясь в плену, Руссо признаётся Каслу, что знал о плане расправы над семьёй Касла, но ничего не сделал, чтобы предотвратить это. Руссо пытает Касла до тех пор, пока тот не разблокирует компьютер, позволив им уничтожить все файлы (не зная, что Либерман уже передал копии Мадани). Руссо обещает в обмен быстро убить Касла, но Роулинс сам прибывает пытать Касла, желая отомстить. Руссо помогает Каслу освободиться, и Касл убивает Роулинса. Затем Руссо пытается убить Касла, но Мадани прибывает вовремя, чтобы остановить это, после того как Либерман сообщил ей об их местонахождении. |            |                                                 |                |                      |                |
| 13 | 13         | «Помни о смерти» «Memento Mori»                 | Стивен Сёрджик | Стив Лайтфут         | 17 ноября 2017 |
| Либерман и Мадани мчат Касла к её отцу-врачу, который спасает Каслу жизнь. Руссо убивает группу агентов, посланных за ним, а затем находит Хойла и берёт его в заложники. Прибывает Касл, и Руссо соглашается встретиться с ним той же ночью, решив сделать это на карусели, где погибла семья Касла. Мадани отслеживает телефон Касла и решает последовать за ним, несмотря на то, что Эрнандес и Джеймс велели ей не предпринимать дальнейших действий. Касл и Руссо вступают в бой, и когда появляется Мадани, Руссо стреляет ей в голову. Касл в конце концов одерживает верх, но решает не убивать Руссо. Вместо этого он бьёт лицом Руссо о стекло и режет его, навсегда изуродовав его. Касла берут под стражу, а Мадани и Руссо доставляют в больницу, где они выживают. Три дня спустя Эрнандес и Джеймс освобождают Касла, давая ему шанс на новую жизнь по просьбе Мадани. Руссо официально обвиняют в его преступлениях. После нескольких слушаний и допросов Либерман был освобождён, и он вернулся к своей семье. Касл присоединяется к группе поддержки ветеранов Хойла. |            |                                                 |                |                      |                |

## В ролях
| - Джон Бернтал — Фрэнк Касл / Каратель - Эбон Мосс-Бакрак — Дэвид Либерман / Микро - Бен Барнс — Билли Руссо - Эмбер Роуз Рева — Дина Мадани - Дэниел Уэббер — Льюис Уилсон - Пол Шульц — Уильям Роулинс / Агент Оранжевый - Джейсон Р. Мур — Кёртис Хойл - Майкл Натансон — Сэм Стайн - Джейми Рэй Ньюман — Сара Либерман - Дебора Энн Уолл — Карен Пейдж | - Шохре Агдашлу — Фара Мадани - Джордан Махоум — Айзек Лэнг - Келли Барретт — Мария Касл - Эйдан Пирс Бреннан — Фрэнк Касл-мл. - Николетт Пьерини — Лиза Касл - Рипли Собо — Лео Либерман - Коби Фрумер — Зак Либерман - Тони Плана — Рафаэль Эрнандес | - Джеффри Кантор — Митчелл Эллисон - Клэнси Браун — Рэй Шуновер - Роб Морган — Тёрк Барретт - Ройс Джонсон — Бретт Махони |

## Производство

### Разработка
К январю 2016 года, ещё до выхода второго сезона «Сорвиголовы», Netflix находился на «очень ранней стадии разработки» сериального спин-оффа под названием «Каратель» и искал шоураннера. Сериал должен был быть посвящён Джону Бернталу в роли Фрэнка Касла / Карателя и был описан как самостоятельный сериал, который отличался от тех, что предшествовали кроссоверу «Защитники». В апреле того же года Netflix официально заказал полный 13-серийный сезон «Карателя», подтвердил участие Бернтала и назначал Стива Лайтфута на должность исполнительного продюсера и шоураннера. На вопрос, не предпочёл бы он 10-серийный сезон, учитывая, что другие сериалы Marvel на Netflix критиковали за более длинные сезоны из 13 серий, Лайтфут ответил, что он хотел бы, чтобы сезон был «шоу с замедленным развитием событий», где движущей силой были бы персонажи, и что, по его мнению, у них было достаточно сюжета на 13 эпизодов.

### Сценарий
Когда Лайтфут присоединился к сериалу, у него было смутное представление о том, каким будет «путешествие 1-го сезона», и оно разрабатывалось и видоизменялось в комнате сценаристов на протяжении всей работы над сезоном. Исполнительный продюсер Джеф Лоуб сказал, что в этом сезоне будут заданы вопросы: «Кто такой Фрэнк? Что Фрэнк собирается делать? И кто попытается остановить Фрэнка?» Лайтфут решил не адаптировать какую-либо конкретную версию персонажа из комиксов и вместо этого обратился к работе, которая была проделана в «Сорвиголове», чтобы определить характер персонажа. Именно изображение персонажа в этом сериале заинтересовало Лайтфута, и он хотел, чтобы это определило направление этого сериала. «Каратель» начинается с тизера, где Касл убивает членов банды, которые, по его мнению, ответственны за смерть его семьи, что является завершением истории персонажа в «Сорвиголове». Затем сериал переходит к персонажу, который «застрял в прошлом и как бы искалечен этим горем». В этом сезоне также показаны некоторые события, предшествовавшие второму сезону «Сорвиголовы», которые, как охарактеризовал Бернтал, были «вольны в хронологии»; это включает в себя объяснение того, как Касл служил в Кандагаре, о чём упоминалось в «Сорвиголове» и что, по мнению Лайтфута, должно быть рассмотрено в этом сериале.
Будучи фанатом вестернов и городских триллеров 1970-х годов, Лайтфут считал, что сериал должен сочетать эти идеи, поскольку персонаж Касла — антигерой, являющийся архетипом фильмов-вестернов, но действие которого происходит в городской среде Нью-Йорка. Лайтфут обратился к фильмам этих жанров как к источнику вдохновения для создания тона и стиля, идей и тем для сериала, а также к конспирологическим триллерам 1970-х годов из-за того, что Касл в сериале был беглецом, и общего ощущения паранойи. В сериале есть отсылка к «Марафонцу» (1976), в то время как Лайтфут описал первый эпизод сериала как современное «обновление» «Шейна» (1953). Лайтфут также черпал вдохновение из серии фильмов о Борне и фильма «Снайпер» (2014). Говоря о своём предыдущем телесериале «Ганнибал», Лайтфут заявил, что научился у создателя этого сериала Брайана Фуллера тому, как сделать такого антигероя, как Ганнибал Лектер, понятным для зрителей, найдя в нём «что-то универсальное, что мы все можем почувствовать», например, одиночество Лектера. Используя этот же подход в «Карателе», Лайтфут увидел в Касле идею «человека, у которого в юном возрасте отняли семью», и что сериал, посвящённый ему, должен быть посвящён исследованию его горя и того, как он на него реагирует. Лайтфут чувствовал, что даже те зрители, которые не были согласны с действиями Касла, смогли бы отправиться в «путешествие» вместе с персонажем, если бы они поняли этот его аспект.
«Во время работы над сериалом мы много говорили о том, что, как только ты начинаешь совершать насилие, уже невозможно отступить от этого. Меня действительно заинтересовало это отношение к насилию, не только тот факт, что он способен его использовать, но и цена этого.»
Вместо того, чтобы показывать «красивые» сцены ужасов, которые были созданы для «Ганнибала», Лайтфут хотел последовать примеру сцен сражений персонажа в «Сорвиголове», не уклоняясь от затрат на реальные действия, чувствуя, что показ жестокой реальности действий Касла лучше передаст зрителям, что «Это причиняет боль, и это нехорошо», вместо того чтобы замалчивать насилие, что, по его мнению, было бы ещё хуже. Он уточнил, что он не был уверен, является ли этот сериал самым жестоким из сериалов Marvel от Netflix, поскольку он просто взял уровень насилия, который он видел в «Сорвиголове», за основу для этого сериала, и что важно помнить, что «многое из того, что он делает, неправильно. Мы должны позволять зрителям время от времени терять его и позволять ему возвращать их. Просто всем сердцем поддерживать его было бы неправильно». Несмотря на это, Лайтфут хотел передать чувства и мысли персонажа, чтобы помочь зрителям понять его, и часто использовал флэшбэки или сны с участием его семьи, поскольку Касл мало говорит, а постоянные флэшбэки также показывают, что он не может перестать думать о них.
Лайтфут описал Касла как метафору, обозначающую «тот факт, что мы вот уже 15 лет отправляем людей на войну, а затем возвращаем их обратно и ожидаем, что они просто вернутся в общество. Очевидно, что этого не происходит». Лайтфут, сам не служивший в армии, проводил время с остальными сценаристами сериала, читая рассказы от первого лица и мемуары реальных ветеранов войн, и у сериала также были консультанты из вооружённых сил, сил специального назначения и ЦРУ, включая одного военного консультанта, который читал каждый сценарий к эпизодам сериала и давал заметки. Отметив, что многие американские солдаты и ветераны являются фанатами Карателя, Лайтфут и Бернтал позаботились о том, чтобы в сериале всегда с уважением относились к военным и правоохранительным органам, несмотря на то, что действия Касла в целом были преступными; Лайтфут сказал, что это «интересная штука — проявлять уважение к полиции, и в то же время этот персонаж находится вне закона». Чувствуя, что это не его дело проповедовать о политике вигилантизма или дебатах о контроле над оружием в США, Лайтфут хотел создать «группу персонажей, в которой вы почувствуете, что все стороны и проблемы высказаны, чтобы зрители могли принять решение», от ветерана, который является «мягким руководителем групповой терапии», до «человека, помешанного на оружии». Создавая оригинального персонажа для сериала, который должен быть «крутым полицейским и заклятым врагом», охотящимся на Касла, Лайтфут решил «смешать парадигму», сделав персонажа женского пола и равным Каслу. Лайтфут отметил, что команда сценаристов, в которую входили как мужчины, так и женщины, «получила массу удовольствия» от этой идеи. Они также хотели, чтобы героиня имела ближневосточное происхождение и была такой же большой патриоткой, как Касл, и сама по себе была героем боевика. Этим персонажем стала Дина Мадани. Лайтфут не хотел, чтобы «паутина» второстепенных персонажей сериала была «помощниками» Касла, а вместо этого имела «своё собственное повествование и свою собственную историю, которая была для них важнее всего».

### Кастинг
В основной актёрский состав входят Джон Бернтал в роли Фрэнка Касла / Карателя, Эбон Мосс-Бакрак в роли Дэвида Либермана / Микро, Бен Барнс в роли Билли Руссо, Эмбер Роуз Рева в роли Дины Мадани, Дэниел Уэббер в роли Льюиса Уилсона, Пол Шульц в роли Уильяма Роулинса, Джейсон Р. Мур в роли Кёртиса Хойла, Майкл Натансон в роли Сэма Стайна, Джейми Рэй Ньюман в роли Сары Либерман и Дебора Энн Уолл в роли Карен Пейдж. Бернтал и Уолл возвращаются к своим ролям из «Сорвиголовы».
В августе 2017 года стало известно, что Шохре Агдашлу получила в этом сезоне повторяющуюся роль Фары Мадани, матери Дины. Также на протяжении всего сезона появляются Джордан Махоум в роли Айзека Лэнга, Келли Барретт в роли Марии Касл, Эйдан Пирс Бреннан в роли Фрэнка Касла-мл., Николетт Пьерини в роли Лизы Касл, Рипли Собо в роли Лео Либерман, Коби Фрумер в роли Зака Либермана и Тони Плана в роли Рафаэля Эрнандеса. Роб Морган и Ройс Джонсон вновь исполнят свои соответствующие роли Тёрка Барретта и Бретта Махони из предыдущих сериалов Marvel на Netflix. Джеффри Кантор и Клэнси Браун возвращаются к своим ролям Митчелла Эллисона и Рэя Шуновера из «Сорвиголовы».
В дополнение к нескольким актёрам, изображающим ветеранов войн, включая Махоума, в сериале также задействованы реальные ветераны войн в качестве статистов и актёров второго плана для таких сцен, как встречи группы поддержки. Махоум, чей отец служил в армии, счёл это мощным опытом, который помог ему сыграть в сериале.

### Дизайн
Стефани Маслански, которая работала художником по костюмам в первых сезонах «Сорвиголовы», «Джессики Джонс», «Люка Кейджа» и «Железного кулака», столкнулась с выбором между созданием дизайна для «Защитников» или «Карателя» из-за конфликта в графике между двумя постановками и предпочла работать над «Защитниками». Вместо этого Лоррейн Калверт разработала костюмы для «Карателя» после того, как она представила внешний вид персонажа во втором сезоне «Сорвиголовы»; её подход к «любимому» костюму персонажа, вдохновлённому комиксами, уравновешивает оригинальный дизайн, потребности Бернтала как актёра и интерпретацию персонажа, а также намерения Лайтфута в отношении тона сериала.

### Съёмки
Съёмки начались 3 октября 2016 года в Бруклине, Нью-Йорк, под рабочим названием «Преступление». Локациями для съёмок были Гринпойнт, Бруклин, Вильямсбургский мост, Колумбус-Серкл и Сентрал-Парк-Уэст, аллею Кортлендт, круизные лайнеры Circle Line Downtown, здание суда по семейным делам Манхэттена, Лонг-Айленд-Сити, Гранд Ферри Парк в Южном Уильямсберге, Бруклин, Саннисайд, Куинс, мост Пуласки, остров Рузвельт и его паровая электростанция, здание окружного суда Бронкса, Ньютаун-Крик, отель «Рузвельт», Астория-парк, Тюдор-сити, Хантс-Пойнт, Бронкс, Карусель в Форест-парке, мост Бронкс — Уайтстоун, «закусочная из „Славных парней“» до того, как она пострадала во время пожара в 2018 году, и кладбище Маунт-Сион, как в Маспете, Куинс, так и в Астории, Куинс. Автомобильная погоня в этом сезоне была снята на Бруклинской военно-морской верфи во время ночных съёмок, и Мосс-Бакрак был за рулём одной из машин. Съёмки сезона завершились 9 апреля 2017 года.

### Визуальные эффекты
Супервайзер по визуальным эффектам Грег Андерсон и производитель FuseFX вернулись после первого сезона «Люка Кейджа», чтобы создать визуальные эффекты для «Карателя», создав за сезон 855 кадров с визуальными эффектами. Их команда менялась в размерах для каждого эпизода, но в целом состояла из 15-20 человек. Из-за реалистичного тона сериала, в котором не представлены какие-либо сверхспособности, отделу визуальных эффектов пришлось поработать ещё усерднее, чем обычно, чтобы добиться правдоподобия, уделяя особое внимание созданию «перестрелок, поножовщины, взрывов и других эффектов реального мира». Они предпочли усилить практические эффекты, а не начинать с нуля, чтобы помочь с реализмом, а также с бюджетом и графиком сериала.
В качестве примера работы, проделанной Fuse во время боевых сцен, Андерсон рассказал о сцене, где Руссо и его люди нападают на подвал Микро. Хотя в бою использовалось бутафорское оружие, Fuse пришлось дополнить действие компьютерной кровью, ножами и вспышками выстрелов, а также созданной на компьютере головой, которую разносят выстрелом из дробовика. Сцена была тщательно разложена по кадрам и предварительно визуализирована, чтобы точно спланировать необходимые визуальные эффекты. Поскольку сцена, как и многие другие на протяжении всего сезона, требовала тёмного окружения, команде по визуальным эффектам пришлось поработать с отделом операторской работы, чтобы решить, где лучше использовать слабое освещение и где можно использовать цветокоррекцию для изменения более ярко освещённой обстановки, учитывая, что визуальные эффекты трудно сочетать с тёмными изображениями. В отличие от этой сцены, эпизод, когда Руссо взрывает убежище, требовал минимальных визуальных эффектов, потому что взрыв был отснят с помощью практических эффектов, а Fuse в основном просто добавил в здание несколько окон, которые были удалены для взрыва.
Самая сложная с технической точки зрения сцена сезона была в первом эпизоде, где Касл стреляет в человека, находящегося по ту сторону границы Мексики и США. Андерсон подсчитал, что сцена была на 90% цифровой, а окружение между Каслом и его целью было полностью создано отделом визуальных эффектов. Чтобы Мур мог изобразить Кёртиса Хойла с ампутированной ногой, Fuse пришлось в нескольких кадрах заменить его ногу цифровым способом. Для этого Мур надел на ногу зелёный рукав, а Fuse заменил его культей. Компании также пришлось воссоздать фон за реальной ногой Мура, что часто было самой сложной частью, например, когда он вставал с постели, и реалистично выглядящую цифровую ткань, которая должна была сочетаться с настоящими простынями, которые были на съёмочной площадке. Кроме того, были использованы визуальные эффекты для усиления эффекта цемента в эпизоде, где в него бросают людей. Отдел спецэффектов создал смесь, похожую на цемент, для использования во время съёмок сцены, но в конечном итоге она не выглядела реалистично на камере, и её пришлось изменить цифровым способом.

### Музыка
В апреле 2017 года композитором «Карателя» был объявлен Тайлер Бэйтс, который ранее писал музыку к фильмам Marvel «Стражи Галактики» и «Стражи Галактики. Часть 2». Чтобы «проникнуть в тёмные уголки разума Карателя», Бейтс играл на гитаре «скорее в стиле ломаного блюза», который был дополнен эффектами talkbox и другими «гитарными шумами», а также гитарным вокалом и мелодикой. По поводу этого стиля Бэйтс сказал: «Грубые грани и ломаный характер [подобной музыки] оставляют много места для эмоций, интересного колорита и определённого отношения к делу. В противном случае это не будет подлинным выражением идеи. Там царит тьма, к которой я рад прикоснуться». Hollywood Records выпустил альбом с саундтреками в цифровом формате 17 ноября 2017 года в связи с выходом сезона на Netflix. Вся музыку написал Тайлер Бэйтс:
| №                   | Название                  | Длительность |
| ------------------- | ------------------------- | ------------ |
| 1.                  | «The Punisher Main Title» | 1:15         |
| 2.                  | «Quiet Reflection»        | 1:44         |
| 3.                  | «The Runaround»           | 3:11         |
| 4.                  | «Dig Deep»                | 1:15         |
| 5.                  | «Misdirection»            | 1:49         |
| 6.                  | «Lewis Gets the Boot»     | 2:04         |
| 7.                  | «Rampage»                 | 1:14         |
| 8.                  | «Billy Motivates»         | 1:17         |
| 9.                  | «Hiding Evidence»         | 2:27         |
| 10.                 | «Judas»                   | 4:09         |
| 11.                 | «Family Dinner»           | 1:20         |
| 12.                 | «Just in Time»            | 1:56         |
| 13.                 | «Made an Enemy»           | 1:13         |
| 14.                 | «Keep It Running»         | 1:40         |
| 15.                 | «Escape the Base»         | 3:44         |
| 16.                 | «Like a Soldier»          | 2:17         |
| 17.                 | «Heads Will Roll»         | 1:58         |
| 18.                 | «Frank's Choice»          | 3:36         |
| 19.                 | «Billy's Lair»            | 1:52         |
| 20.                 | «No More War to Fight»    | 1:38         |
| 21.                 | «The Punisher End Title»  | 1:11         |
| Общая длительность: | Общая длительность:       | 42:50        |

## Маркетинг
Бернтал и Уолл появились на New York Comic Con в октябре 2016 года, чтобы официально объявить о начале производства сериала и участии последнего, в то время как Бернтал представил эксклюзивные кадры из сериала на San Diego Comic-Con 2017 года. В августе 2017 года на Netflix был опубликован тизер после титров финального эпизода «Защитников». Также в том же месяце в аккаунте сериала в Твиттере появились заголовки эпизодов в виде сообщений азбукой Морзе. В сентябре 2017 года в Instagram-аккаунте сериала появились вирусные видеоролики, сделанные так, чтобы они выглядели как записи с камер наблюдения, а также были опубликованы фотографии эпизодов и постер сезона с изменённой датой выхода. 20 сентября был выпущен официальный трейлер сезона. Эндрю Липтак из The Verge сказал, что он «придаёт „Карателю“ особый оттенок, который отличается от других сериалов Marvel на Netflix. В нём рассказывается о правительственных заговорах и хакерских атаках, что напоминает такие шоу, как „В поле зрения“ на CBS или „Мистер Робот“ на USA, но с большим количеством стрельбы». Кендалл Эшли из Nerdist назвала трейлер «напряжённым, супер кровавым и НЕВЕРОЯТНО вдохновляющим меня ждать премьеру сериала». Она добавила, что «если судить по этому трейлеру, то „Каратель“ определённо оправдает ожидания фанатов». Эшли считает, что включение песни «One» группы Metallica в трейлер «помогает представить Фрэнка крутым парнем, не похожим ни на кого из тех, кого мы видели в сериалах Marvel на Netflix до сих пор». Купер Худ из Screen Rant считает, что трейлер «только усилит интерес» к сериалу, несмотря на то, что дата выхода ещё не назначена, и он более точно соответствует «образу» персонажа, чем более загадочные видеоролики, выпущенные ранее. Он также посчитал, что трейлер «хорошо вписывается» в ритм песни, которую он похвалил за то, что она «усиливает интенсивность».
К концу сентября Netflix обновил свой популярный веб-сайт для «New York Bulletin», включив в него страницу профиля Карен Пейдж. После того, как она раскрыла свои учётные данные в посте на странице «Сорвиголовы» в Facebook, читатели, посетившие профиль Пейдж, обнаружили изображения, отсылающие к исследованиям Пейдж о Касле во втором сезоне «Сорвиголовы». Бернтал и другие члены актёрского состава должны были появиться на New York Comic Con 2017 для продвижения сезона, но панель была отменена после стрельбы на Лас-Вегас-Стрип в 2017 году. Две недели спустя был выпущен второй трейлер, в котором была указана дата выхода сезона — 17 ноября 2017 года. Том Филип из «GQ» был не в восторге от трейлера, сказав, что «сейчас трудно быть в восторге от ещё одного сурового, ультра-жестокого, любящего оружие шоу, не связанного с супергероями». Он критически отнесся к «утилитарно звучащему тексту» в трейлере, но почувствовал, что химия между Бернталом и Уолл станет поводом для просмотра сериала. Филип также счёл, что добавление Мосс-Бакрака было «любопытным», и сказал, что «по крайней мере, [сериал] — это попытка телестудии, которая стремится к поразительной безопасности». Скотт Мендельсон из «Forbes» отметил, что показанные эпизоды насилия с применением огнестрельного оружия были в основном «флэшбэками с военными, выполняющими военные задачи в полной военной форме, или сценами, когда плохие парни стреляют в не таких уж плохих парней из крупнокалиберного оружия», что сильно контрастировало с первым трейлером. Мендельсон полагал, что этот сдвиг в маркетинговой стратегии мог быть вызван стрельбой в Лас-Вегасе. Даррелл Этерингтон из TechCrunch согласился с Мендельсоном, отметив, что трейлер «обыгрывает мотивы Касла и более человечную сторону истории», при этом всё ещё выглядит «суровым и мрачным, [а] изображение Бернтала выглядит таким же сильным, как и всегда». Этерингтон также раскритиковал саундтрек к трейлеру. Премьера «Карателя» состоялась на красной дорожке 6 ноября 2017 года в Нью-Йорке в театре AMC Loews на 34-й улице.

## Релиз
Первый сезон «Карателя» был выпущен 17 ноября 2017 года на стриминговом сервисе Netflix по всему миру. В июле 2016 года исполнительный директор Netflix Тед Сарандос заявил, что «Каратель» дебютирует не раньше 2018 года, после выхода «Защитников» 18 августа 2017 года, но в октябре 2016 года Marvel подтвердила релиз в 2017 году.
В начале сентября 2017 года Доминик Паттен и Дениз Петски из Deadline Hollywood прокомментировали отсутствие конкретной даты выхода сезона на тот момент, назвав это «необычным» и «редким шагом для Marvel и Netflix, которые обычно уделяют много внимания подготовке к запуску» своих громких сериалов. Пара чувствовала, что в связи с усилением маркетинга в этом сезоне он выйдет «скорее раньше, чем позже». Эллисон Кин из Collider выразила раздражение по этому поводу, поскольку она и другие тележурналисты не смогли спланировать контент, не зная даты выхода, в то время как фанаты, ожидающие выхода сериала, будут смотреть его «когда бы он ни появился», независимо от того, когда будет объявлена дата выхода. Сюзана Поло из Polygon предположила, что Marvel и Netflix объявят дату на запланированной на октябрь панели New York Comic Con 2017, поскольку в предыдущие годы эта панель использовалась для публикации «последних осенних новостей Marvel/Netflix». Вскоре стало известно, что это действительно так, и Netflix планирует неожиданный «дроп-релиз» сезона после New York Comic Con, имитируя стратегию музыкальной индустрии, когда альбом исполнителя выпускается «практически без фанфар». Однако Marvel и Netflix решили перенести релиз сезона на более поздний срок в 2017 году из-за стрельбы в Лас-Вегасе и последующей отмены панели. Две недели спустя было объявлено о выходе сезона 17 ноября.
Что касается решений, принятых в отношении панели New York Comic Con и выхода сезона, Лоуб сказал, что они были приняты «особенно потому, что прошла неделя после ужасного инцидента. Это не изменило телесериал, шоу в основном не посвящено насилию с применением огнестрельного оружия, и на самом деле оно показывает проблемы, которые происходят в этом мире». Бернтал и Лайтфут сочли, что отсрочка выхода сезона «была правильным решением» из уважения к жертвам, при этом Лайтфут заявил, что не было причин возвращаться к панели, если это может расстроить «хотя бы одного человека, причастного к стрельбе». Первоначально Мур полагал, что сезон вовсе не будет выпущен, поскольку панель была отменена. В период между стрельбой в Лас-Вегасе и последующей отсрочкой выпуска сезона, а также запланированным выходом сезона 17 ноября, в США произошла ещё одна массовая стрельба — в церкви Сазерленд-Спрингс. Бернтал выразил надежду, что эти две перестрелки и выход нового сезона вместе помогут продолжить дискуссию о насилии с применением огнестрельного оружия, и в «Карателе» будут представлены «все стороны этой дискуссии».
Этот сезон, наряду с дополнительным сезоном «Карателя» и другими сериалами Marvel от Netflix, был удалён из библиотеки Netflix 1 марта 2022 года из-за того, что лицензия Netflix на сериал закончилась, а Disney вернула права себе. Сезон стал доступен на Disney+ в США, Канаде, Великобритании, Ирландии, Австралии и Новой Зеландии 16 марта, в преддверии его дебюта на других рынках Disney+ к концу 2022 года.

## Реакция

### Реакция критиков
На сайте-агрегаторе Rotten Tomatoes сезон держит рейтинг 67% на основе 79 отзывов со средним рейтингом 6,7/10. Критический консенсус сайта гласит: «Неудачное начало не может помешать „Карателю“ расширить границы телевизионной вселенной Marvel, представив свежий взгляд на боевик, основанный на комиксах». На Metacritic сезон получил 55 баллов из 100 на основе 20-и критиков, что указывает на «смешанные отзывы». Подытоживая отзывы критиков о первом сезоне в целом, GameSpot сказал, что отзывы были «неоднозначными». Он получил смешанные и отрицательные отзывы от «LA Times» и Salon.
«The Washington Post» сообщила, что Netflix наконец-то «правильно» представил франшизу в живом исполнении, поскольку предыдущие три фильма не смогли понравиться фанатам. Это отдало должное «душе» шоу, а Бернтал был назван «одним из лучших выборов Marvel на роль персонажа» и сделало сериал «окончательной адаптацией, которая на сегодняшний день является лучшим шоу Marvel на Netflix». «The Hollywood Reporter» считает, что первый сезон из 13 эпизодов получился «по меньшей мере вдвое длиннее, чем должен был быть». «The New York Times» писала, что «экшн набирает обороты по ходу сезона, но „Каратель“ так и не смог полностью проникнуть в глубинные корни своего материала».
«Esquire» назвал первый сезон «захватывающей и сложной историей ужасов о военных». The New York Times написала, что, хотя экшн в первом сезоне разворачивается позже, медленный темп делает его менее напряжённым и больше похожим на процедуральный триллер с мрачным и психологическим подходом, особенно из-за его акцента на ПТСР. «Variety» также положительно отозвался как о шоу, так и о «безупречной» игре Бернтала, сказав, что «Трудно представить себе лучший выбор актёра, чем Бернтала, который так свободно общается с бесстрастным молчанием и убедителен как в том, что он ужасно жесток, так и в том, что он особенно нежен». Однако в рецензии говорилось, что шоу потребовалось некоторое время, чтобы показать, что оно «выходит за рамки того, чем кажется на первый взгляд», благодаря «острому, осознанному повествованию Стива Лайтфута». Он также похвалил то, что назвал темой борьбы с насилием во всём сериале. «Vanity Fair» написала менее позитивный отзыв, заявив, что сериал был таким же «психологически запутанным, как и его антигерой», поскольку сценаристы заставляли Касла нападать на людей по сомнительным причинам, но изображали его оправданным. «Vanity Fair» написала, что «в сериале, конечно же, упускается из виду тот факт, что Каратель такой же злой, как и злодеи, на которых он нацелен». Vulture описал попытки шоу «очеловечить и углубить» Касла, показывая его не только как жестокого «монстра», каким он был в оригинальных комиксах, как «неубедительные», и описал конфликт между желанием показать «Лучшие годы нашей жизни» и «Жажда смерти 4: Разгром» одновременно.
Лайтфут выступил в защиту количества насилия в сериале, повторив, что он не считает его более жестоким, чем «Сорвиголова», и что, по его мнению, было бы хуже не показывать жестокие последствия действий Касла, потому что это было бы «легкомысленно» и не передавало бы реальную цену насилия, и что Касл никогда «просто так не уходит» от насилия, поскольку это всегда накладывает на него физический или эмоциональный отпечаток. Это распространялось и на повторяющиеся изображения смерти жены Касла, что, по мнению Лайтфута, не было дурным тоном, потому что речь шла о визуализации чувств Касла, о чём он не хотел говорить; смерти меняются на протяжении сезона, пока не показывают, как Касл убивает её, чтобы показать, что он винит себя в её смерти, что, по мнению Лайтфута, было важным для построения отношений между Каслом и зрителями, а не просто беспричинным насилием.

### Награды
Collider поставил этот сезон на четвёртое место в списке супергеройских сериалов 2017 года.
| Год  | Награда                   | Категория                                                                 | Номинант(ы)                  | Результат | Прим.         |
| ---- | ------------------------- | ------------------------------------------------------------------------- | ---------------------------- | --------- | ------------- |
| 2018 | IGN's Best of 2017 Awards | Лучший экшн-сериал                                                        | «Каратель»                   | Номинация | [ 79 ]        |
| 2018 | Golden Reel Awards        | Выдающиеся достижения в звуке — эпизодическая форма — эффекты / Foley     | «Помни о смерти»             | Номинация | [ 80 ]        |
| 2018 | Golden Trailer Awards     | Лучший экшн (реклама / трейлер / тизер сериала)                           | «The Punisher – Reflections» | Номинация | [ 81 ]        |
| 2018 | Golden Trailer Awards     | Лучшая графика (в рекламе / трейлере / тизере сериала)                    | «The Punisher – Reflections» | Номинация | [ 81 ]        |
| 2018 | Golden Trailer Awards     | Лучший звук (в рекламе / трейлере / тизере сериала)                       | «Family Man»                 | Номинация | [ 81 ]        |
| 2018 | «Сатурн»                  | Лучший телеактёр                                                          | Джон Бернтал                 | Номинация | [ 82 ] [ 83 ] |
| 2018 | «Сатурн»                  | Лучший супергеройский сериал                                              | «Каратель»                   | Победа    | [ 82 ] [ 83 ] |
| 2018 | Творческая премия «Эмми»  | Лучшая постановка трюков в драматическом сериале, мини-сериале или фильме | «Каратель»                   | Номинация | [ 84 ]        |